# マリンメッセ福岡
マリンメッセ福岡（マリンメッセふくおか）は、福岡県福岡市博多区沖浜町にある福岡市立のコンサートホール・コンベンションセンター。一般財団法人福岡コンベンションセンターが指定管理者として運営している。2019年10月1日に「マリンメッセ福岡」は「マリンメッセ福岡A館」に改称し、2021年4月に「マリンメッセ福岡B館」が開館した。

## 概要
1994年8月に供用が開始された。アリーナの規模としては福岡県内、ひいては九州地方でも最大（A館：アリーナ面積約8,000m2）。
ディズニー・オン・アイス福岡公演の会場や、多くのアーティストの福岡公演の会場としても使用されている。
近隣には、博多港国際ターミナル（釜山航路が発着）や中央ふ頭クルーズセンター（国際クルーズ客船などが発着）、博多埠頭（離島航路が発着）のほか、福岡国際会議場や福岡国際センター、福岡サンパレス、少し離れて福岡競艇場などの施設が集まっている。
2019年10月1日、旧「マリンメッセ福岡」の名称が「マリンメッセ福岡A館」に変更された。これは福岡市のMICE機能強化政策の一環として第2期展示場と立体駐車場が建設されることに伴うものだが、施設ホームページなどでは第2期展示場が開館するまでは従来通り「マリンメッセ福岡」の名称が使用される。なお、第2期展示場は「マリンメッセ福岡B館」の名称で旧駐車場の敷地に2021年4月に開館した。

## 来歴
1994年8月に現在のA館が供用開始された。
2001年には、世界135の国と地域から1,000人を超える選手が出場した「第9回世界水泳選手権福岡2001」の中心会場となった。アリーナには期間限定で、ヤマハ発動機製の仮設50mプールが設けられた。なお、2023年の大会開催時にも同様にミルタプール製の仮設プールが使用されている。
2004年にはとびうめ国文祭の開会式・オープニングフェスティバルが行われる。
1997年（2001年を除く）から2018年までは毎年7月下旬に福岡市で開催される金鷲旗高校柔道大会及び玉竜旗高校剣道大会の会場としても使われていた。
2006年7月30日には越本隆志のWBC世界フェザー級王座防衛戦が行われた。
2013年12月5日から8日にはISUグランプリファイナルが開催された。
2019年10月1日に「マリンメッセ福岡」を「マリンメッセ福岡A館」と改称。また、同日から6日にかけては、2019年ワールドカップバレーボールの男子の一部の試合が開催される。
2020年5月には立体駐車場が供用開始し、さらに2021年4月には第2期展示場「マリンメッセ福岡B館」が供用を開始。

## 施設

### A館
1994年8月に「マリンメッセ福岡」として開館し、2019年10月1日に第2期展示場（B館）・立体駐車場の建設に伴って「マリンメッセ福岡A館」に改称した。地下2階、地上4階建て。
- 敷地面積：28,191m2
- 建築面積：19,628m2
- 延床面積：40,631m2
- 収容人員：最大15,000人
- アリーナ面積：8,062m2（102.08m×78.985m）[10]

### B館
2021年4月開館。地上2階建て。以前は同地に平面駐車場が存在していた。
- 敷地面積：約17,600m2
- 建築面積：約9,600m2（うち大屋根 約1,000m2）
- 延床面積：約11,3002（うち大屋根 約1,000m2）

### 立体駐車場
福岡国際会議場横の平面駐車場を建て替え、2020年5月に供用開始。地上5階建て。
- 敷地面積：約8,000m2
- 建築面積：約3,700m2
- 延床面積：約18,400m2

## 交通アクセス
徒歩・鉄道
マリンメッセ福岡は各鉄道駅とはやや離れており、アーティストによるコンサート時などにおいては、特に終演後はバスやタクシー乗り場が混雑する。そのため、施設運営側は「歩いて帰ろう」というキャッチコピーのもと、施設内の看板やホームページなどで利用客に中洲川端駅・呉服町駅・天神地区・博多駅まで徒歩で移動するよう促している。以下は各駅までの徒歩での所要時間。
- 呉服町駅（福岡市地下鉄箱崎線。マリンメッセ福岡の最寄駅） - 約15分
- 中洲川端駅（地下鉄箱崎線・空港線） - 約18分
- 天神駅（地下鉄空港線）、天神南駅（地下鉄七隈線）、西鉄福岡（天神）駅（西日本鉄道天神大牟田線） - 約25分
- 博多駅（地下鉄空港線・JR九州線・JR西日本線） - 約30分

バス
以下のバスはすべて西鉄バスが運行している。
- 博多駅地区から
  - 「博多駅西日本シティ銀行前」Fのりばから88番・BRT（中央埠頭行き）に乗車し「マリンメッセ前」で下車（約15分）
- 天神地区から
  - 「天神ソラリアステージ前」2Aのりばから80番・BRT（中央埠頭、クルーズセンター行き）に乗車し「マリンメッセ前」で下車（約12分）
- 呉服町地区から
  - 「呉服町（都市高速・蔵本方面）」Kのりばから88番・BRT（中央埠頭行き）に乗車し「マリンメッセ前」で下車（約10分）

以上の路線のほかにも、イベント時には博多・天神方面とマリンメッセ福岡を結ぶ臨時便が運行されることがある。
車
- 都市高速：東浜ランプから約3分